# Konglomerat (geologi)
 For alternative betydninger, se konglomerat. (Se også artikler, som begynder med konglomerat)
Konglomerat er en sedimentær bjergart. Konglomerat består af blok (sedimentære partikler med kornstørrelse over 256 mm i diameter), sten eller grus og et matrix af sand, silt og/eller ler, som er forstenet. Navnet kommer af latin og betyder blanding. Klasterne eller bollerne i konglomeratet er normalt rundede i modsætning til de angulære, som findes i breccia.
| Geologi | Spire Denne artikel om geologi er en spire som bør udbygges. Du er velkommen til at hjælpe Wikipedia ved at udvide den. |